# Росіо Банкельс
Росіо Банкельс (ісп. Rocio Banquells; при народженні Марія дель Росіо Банкельс Нуньєс, ісп. Maria del Rocio Banquells Nuñez; нар. 22 червня 1958, Монтеррей, Нуево-Леон) — мексиканська акторка та співачка.

## Життєпис
Народилась 22 червня 1958 року у мексиканському місті Монтеррей в родині актора та режисера Рафаеля Банкельса (1917—1990) та акторки Діни де Марко (1937—1998). Окрім неї в родині було ще четверо дітей — Хуан Мануель, Марі Пас (акторка), Рафаель-молодший (актор і режисер) та Аріадна. Акторка Сільвія Паскель — сестра від попереднього шлюбу батька з Сільвією Піналь. В дитинстві отримала добру музичну освіту, була ученицею Джузеппе ді Стефано.
Вже у 12 років почала брати участь в театральних постановках свого батька. Її кінодебют відбувся у 1972 року в фільмі «Маленькі жінки», після чого вона почала багато зніматися на телебаченні. 1975 року зіграла невелику роль в серіалі «Нарозхват» з Жаклін Андере. Справжній успіх принесла роль Естер Ісагірре у серіалі «Багаті теж плачуть» (1979—1980) з Веронікою Кастро та Рохеліо Герра. Потім були успішні ролі в серіалах телекомпанії Televisa «Б'янка Відаль» (1982) з Едіт Гонсалес та «Хижачка» (1983) з Вікторією Руффо. 1996 року вона перейшла на телекомпанію TV Azteca, але невдовзі повернулась на Televisa.
Також вдало склалася її кар'єра співачки: має голоси меццо-сопрано та сопрано, виступає  у жанрах поп, поп-рок, поп-латино та оперета. Записала 19 музичних альбомів. 1987 року записала дует з Луїсом Мігелем «No Me Puedo Escapar De Ti». Грала у мексиканських версіях мюзиклів «Бріолін», «Евіта», «Лілі», «Ісус Христос — суперзірка» (1983), «Мамма Міа!» (2009) та «Коти» (2014).
Росіо Банкельс двічі була у шлюбі, кожен з яких завершився розлученням. У 1979—1984 роках у шлюбі з Педро Мендесом, від якого має дочку Памелу. Із 1985-го по 2005 роки у шлюбі з бізнесменом Хорхе Берланга, з яким має спільного сина Родріго.

## Вибрана фільмографія
| Рік       |   | Українська назва       | Оригінальна назва          | Роль                          |
| --------- | - | ---------------------- | -------------------------- | ----------------------------- |
| 1972      | ф | Маленькі жінки         | Mujercitas                 | Роберта                       |
| 1973      | с | Помічниці Бога         | Los que ayudan a Dios      | Валерія                       |
| 1975      | с | Нарозхват              | Barata de primavera        | Патрисія                      |
| 1976      | с | Моя маленька сестра    | Mi hermana la nena         | Моніка                        |
| 1978      | с | Крадійка               | Labronzuela                | Гільда                        |
| 1979—1980 | с | Багаті теж плачуть     | Los ricos tambien lloran   | Естер Ісагірре де Сальватьєра |
| 1982—1983 | с | Б'янка Відаль          | Bianca Vidal               | Моніка Рондан                 |
| 1983—1984 | с | Хижачка                | La fiera                   | Бренда дель Вільяр            |
| 1996      | с | Я кохатиму тебе завжди | Te dejare de amar          | Віолетта Ларіос               |
| 2007—2008 | с | Пристрасть             | Pasion                     | Офелія де Маркес              |
| 2008      | с | Жінки-вбивці           | Mujeres asesinas           | Єлена                         |
| 2008—2009 | с | Обережно з ангелом     | Cuidado con el angel       | Ісабела Рохас                 |
| 2010—2011 | с | Коли я закоханий       | Cuando me enamoro          | Хосефіна Альварес Мартінес    |
| 2013      | с | Непокірне серце        | Corazon indoinable         | Карола Кансеко                |
| 2016      | с | Шлях до долі           | Un camino hacia el destino | Гвадалупе Гонсало             |
| 2020      | с | Мексиканка та блондин  | La mexicana y el güero     | Долорес «Лоліта» де ла Мора   |

## Дискографія
- Rocío Banquells (1985)
- Con él (1986)
- Entrega total (1987)
- En el alambre (1988)
- Llorarás, llorarás (1989)
- Un sueño alguna vez soñé (1990)
- Escucha el infinito (1990)
- A mi viejo (1991)
- A la Virgen Morena (1993)
- Genio y figura (1993)
- La fuerza del amor (1995)
- Coincidir: Grandes éxitos (1996)
- Recuerdos De Un Sentimiento (1998)
- Nací para ti (2007)
- Las Grandiosas en vivo (2015)
- Siempre regios (2017)
- Las Grandiosas en vivo vol. II (2018)
- La Bella y La Bestia (2019)
- Recuerdos de Oro Homenaje a Sonia Lopez (2019)

## Нагороди
TVyNovelas Award
- 1984 — Найкраща лиходійка («Б'янка Відаль»).
- 1988 — Найкраща співачка.
- 2011 — Найкраща лиходійка («Коли я закоханий»).

ACE Award
- 1988 — Найкраща співачка.
- 1991 — Найкращий музичний альбом року.
- 1993 — Найкраща співачка.
- 1993 — Найкраще музичне відео.

Califa de Oro
- 2007 — Найкращий результат року («Пристрасть»).